# Charita Šluknov
Charita Šluknov (dříve Oblastní charita Šluknov) je nezisková humanitární organizace se sídlem ve Šluknově, církevní právnická osoba, součást římskokatolické církve. Byla  zřízena  litoměřickým biskupem. Je součástí Charity Česká republika a přímo řízena Diecézní charitou v Litoměřicích.

## Poslání
Posláním Charity je z lásky a s láskou pomáhat bližním. Je tu pro všechny, kteří hledají podporu nebo pomoc v nelehké životní situaci. Vychází z křesťanských hodnot, z přesvědčení, že každý člověk má svou důstojnost.

## Sociální služby
Charita Šluknov provozuje několik středisek, ve kterých jsou poskytovány sociální služby různým cílovým skupinám. Šluknovská oblastní charita působí ve městech: Šluknov, Království, Velký Šenov, Lipová, Lobendava, Dolní Poustevna, Mikulášovice a Vilémov.